# ماسون (اوهایو)
ماسون(به انگلیسی: Mason) شهری در ایالت اوهایو کشور ایالات متحده آمریکا است که جمعیت آن در سرشماری سال ۲۰۱۰ میلادی، ۳۰٬۷۱۲ نفر بوده‌است.